# Miletus gaetulus
Miletus gaetulus är en fjärilsart som beskrevs av De Nicéville 1895. Miletus gaetulus ingår i släktet Miletus och familjen juvelvingar. Inga underarter finns listade i Catalogue of Life.

## Bildgalleri

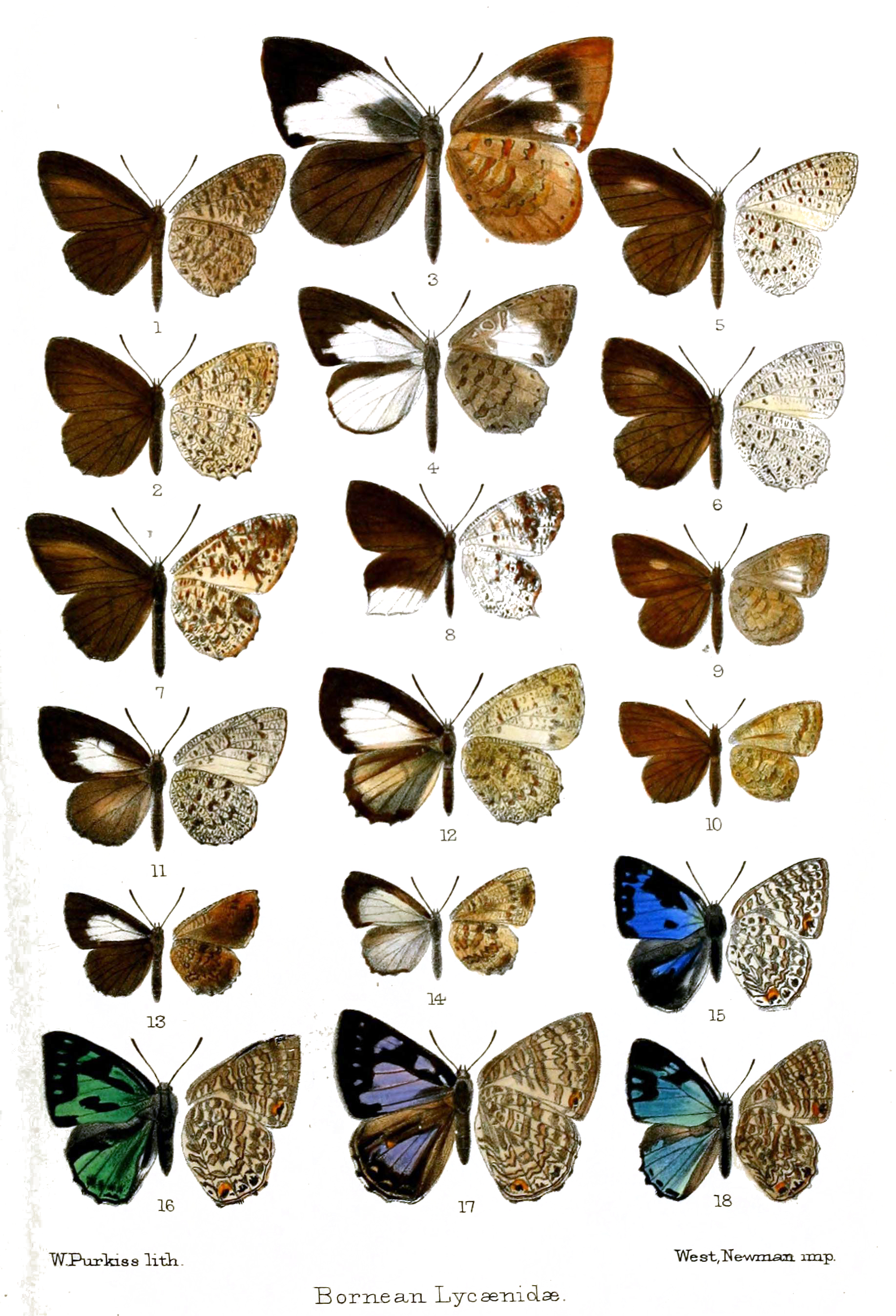